# Edelknechte von Fürfeld

Wappen derer von Fürfeld

Die Edelknechte von Fürfeld waren der mittelalterliche Ortsadel von Fürfeld, einem heutigen Stadtteil von Bad Rappenau im Landkreis Heilbronn im nördlichen Baden-Württemberg. Sie waren vermutlich stammverwandt mit den Herren von Neipperg und erscheinen urkundlich von 1302 bis 1471. Ihr Stammsitz Fürfeld kam bereits 1427 an die Herren von Helmstatt.

## Geschichte
Die Edelknechte von Fürfeld sind wappengleich mit den Herren von Neipperg, so dass eine Stammverwandtschaft vermutet wird. Erstmals erwähnt wird ein Conrat von Furhenvelt als Zeuge des Warmund von Neipperg in einer Urkunde des Jahres 1302. Ein Gerhart von Furenfelt erscheint in zwei Urkunden von 1353 als Zeuge, in einer der Urkunden gemeinsam mit einem Chunrat von Furhenvelt.
1355 wird Raven von Führenfeld als Besitzer eines Hofes in Obergimpern genannt, im Folgejahr beurkundeten er und sein gleichnamiger Sohn den Verkauf ihres Viertels des Dorfes Seldingen. 1359 erwarb Engelhard von Hirschhorn von den Edelknechten von Fürfeld ein Sechstel an Ober- und Untergimpern. 1363 wird ein Cunrat von Fürnvelt als Lehnsmann des württembergischen Grafen Eberhard im Bart im Besitz des Dorfes Böllingen genannt. Raban von Führenfeld verkaufte gemeinsam mit zwei Söhnen 1365 ein Drittel des Böllinger Hofs. 1381 wird Raban von Führenfeld unter den Verkäufern des Böllinger Hofs an die Heilbronner Patrizierfamilie Erer genannt.
1389 erhob Raban von Furnfelt Ansprüche auf das Erbe der Agnes von Lindenfels, genannt „die Böckingerin“. Die Herren von Böckingen waren aufgrund von Wappengleichheit vermutlich ebenfalls stammverwandt, die Verstorbene könnte aufgrund ihres Namenszusatzes eine Verwandte der Fürfelder gewesen sein. Raban erhielt das strittige von der „Böckingerin“ nachgelassene Lehen der Grafen von Oettingen, bestehend aus einem Hof mit Weingärten in Sulzfeld, der Vogtei zu Ravensburg und Sulzfeld sowie einem Waldstück bei Ravensburg.
Die Edelknechte von Fürfeld erscheinen in mehreren weiteren Urkunden, anlässlich von Verkäufen, als Zeugen oder Dienstmänner.
Weiprecht von Fürfeld erwarb 1408 Güter in Bönnigheim. Er siegelte außerdem 1411 und 1413 auch zwei Urkunden als Wiprecht de Fürnfeld, während sein Siegel mit Wiprecht de Nipperg beschriftet war.
Am Stammsitz der Fürfelder, in Fürfeld, hatten schon seit dem frühen 14. Jahrhundert auch die Herren von Helmstatt Besitz. 1427 wurde Peter von Helmstatt vom Wormser Bischof mit den Burgen in Fürfeld, Bonfeld und Treschklingen sowie den Dörfern Ehrstädt und Steinsfurt belehnt. Ob die Edelknechte von Fürfeld in Fürfeld zu jener Zeit noch Besitz hatten, ist unbekannt.
Ein Wendel von Fürfeld siegelte noch 1436, 1458 und 1461 Urkunden. Der letzte urkundlich belegte Angehörige der Familie ist Kilian von Furenfelt, der in Brackenheim in württembergischer Haft saß und in einer Urkunde vom 28. September 1471 Urfehde schwor.